# Mansour Jafari Mamaghani

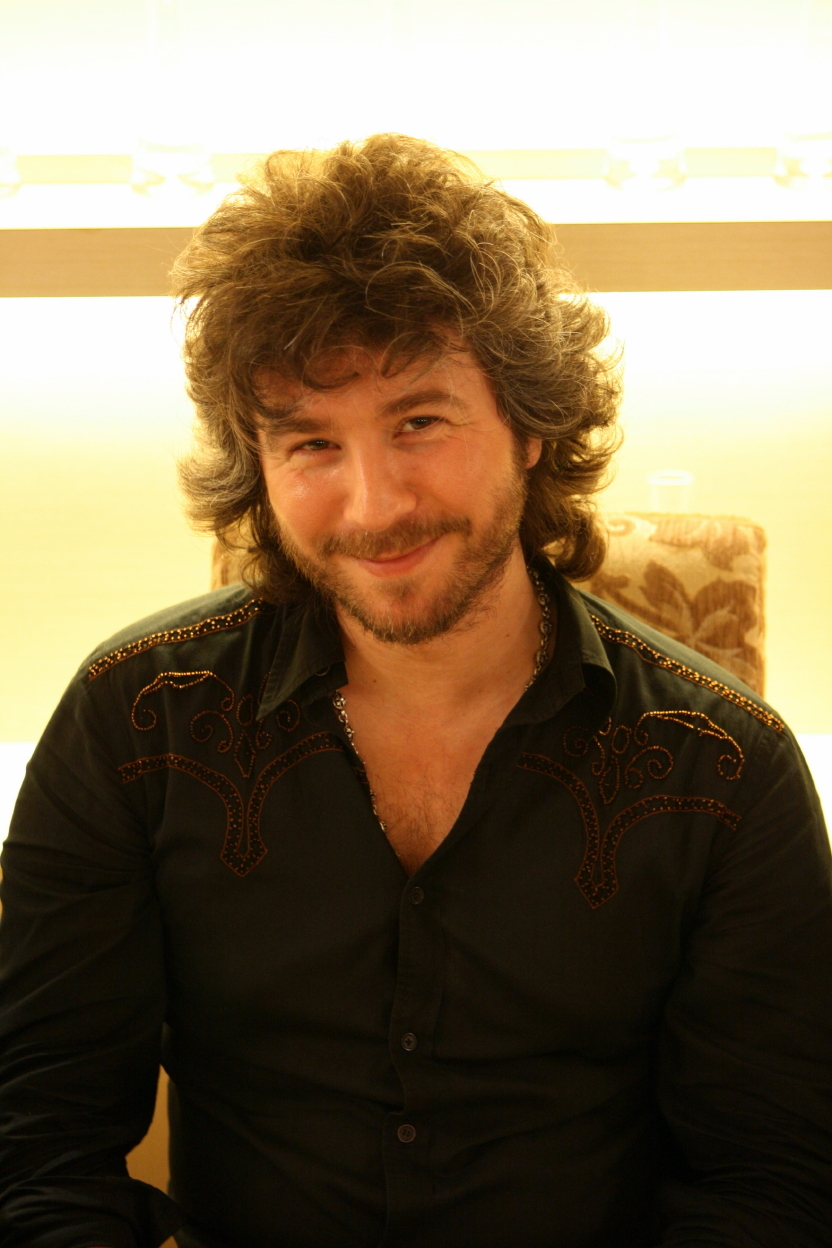
Mansour Jafari Mamaghani

Mansour Jafari Mamaghani (bekannt als Mansour; * 28. Juli 1971 in Teheran) ist ein iranischer Sänger, Schauspieler und Komponist. Er lebt in Kalifornien (USA).

## Leben
Mansour Jafari Mamaghani verbrachte die frühen Kindheitsjahre im Iran und emigrierte mit seiner Familie in die USA. Dort begann er 1991 mit der Aufnahme seines Debütalbums. Ferferehayeh Bi Baad erschien im August 1994 bei Caltex Records.
In diesem Album arbeitete Mansour mit einigen bekannten persischen Musikern wie Siavash Ghomayshi, Abdi Yamini, Hassan Shamaeizadeh und Manouchehr Cheshmazar zusammen. Lyriker wie Shahyar Ghanbari, Homayoun Hooshyarnejad und Masoud Fardmanesh waren daran beteiligt. 1996 brachte er Tasvir Akhar heraus, 1997 folgte Daricheh, 1998 Ghayegheh Kaghazi. Auskopplungen daraus wurden Tanzklub-Erfolge. Die größten Erfolge dieser Zeit waren Sokooteh Shekasteh und Tasvireh Akhar von Tasvireh Akhar, Jashneh Setarehaa, Daricheh und Aghousheh zu und Parandehaaye Bi Vataan, auch bekannt als Nazanin, Chashmeh Siat und Yaadeh zu.
1999 begann Mansour seine Zusammenarbeit mit dem Komponisten Brian Wayy und dem Lyriker Paksima Zakipour und begann mit dem Schreiben von Songs. Er kompilierte sein fünftes Album Faghat Be Khatereh To (Only for You). Als das Album im März 2000 offiziell veröffentlicht wurde, wurde es zu einem großen kommerziellen Erfolg. Neben dem Titelsong wurden Eshgheh Atashy, Entezaar und Vaghty Nisti als Auskopplungen bekannt. Vor allem wurde Chashmaan Siah in Afghanistan populär.
1999 trug ihm der Filmemacher Babak Shokrian die Hauptrolle in dem Film America So Beautiful an. Der Film mit Shohreh Aghdashloo wurde bei Filmfestspielen in Berlin, Marrakesch, Göteborg und Los Angeles gezeigt und erhielt zustimmende Kritik.
2001 erschien sein Album Zendegy, weitere Alben folgten.
Zum Gedächtnis an die Opfer des schweren Erdbebens im Iran am 26. Dezember 2003 in Bam schrieb er zusammen mit Babak Rouzbeh das Lied Eidi Nadaram, das er in das 2004 veröffentlichte Album Farari aufnahm. Es wurde zu einem Bestseller auf dem iranischen Markt dieses Jahres.
2008 heiratete er seine Freundin Sogol.

## Diskografie

### Alben
- 1994: Ferferehayeh Bi Baad
- 1996: Tasvir Akhar
- 1997: Daricheh
- 1998: Ghayegh Kaghazi
- 2000: Faghat Bekhatareh To
- 2001: Zendegi
- 2002: Divooneh
- 2005: Farari
- 2007: Ghashangeh
- 2009: Janjaali
- 2013: No Limit
- 2017: Radical
- 2019: Ensane Nou
- 2023: Miras

### Livealben
- 1996: Live In Concert
- 2010: Live In Concert

### Kompilationen
- 2023: The Best of (1-3)

### Singles (Auswahl)
- 2000: Faghat Bekhatareh To
- 2002: Azizeh Delami
- 2002: Mano Bebakhsh
- 2002: Ghararemoon Yadet Nareh
- 2005: Arezoomeh
- 2005: Mara Beboos (Sample von Mustafa Sandal – Aya Benzer)
- 2007: Dooneh Dooneh
- 2007: Engaar Na Engar
- 2013: Bari Bakh
- 2013: Naz Maka (mit Jamshid)
- 2015: Digeh Rafteh
- 2017: Ay Eshgham